# Óbudai Szeszgyár
Az Óbudai Szeszgyár egy mára már megszűnt, és jelentős részben elbontott budapesti ipari létesítmény.

## Története
A Budapest III. kerületében, a Sorompó u. 1. szám alatt bejegyzett, nagy területen (Sorompó utca – Folyamőr utca – Bogdáni út – Gr. Esterházy János rakpart között) elhelyezkedő épületkomplexum az 1879-ben épült, az Első Óbudai Szeszégető és Finomító Részvénytársulat tulajdonaként. Később az ipari és élelmiszeripari szesz gyártása mellett cukor és ecet előállítására is szakosodott az üzem. A II. világháborút követően államosították, majd az 1990-es években magánkézbe került, és a BUSZESZ Élelmiszeripari Zrt. működtette. A 2000-es évtized vége felé a BUSZESZ értékesítette a területet, amelynek sorsáról vita indult meg. Habár 2013-ban több épülete helyi védettséget kapott, ezek figyelmen kívül hagyásával 2017-ben – a téglakémény és a központi csarnok kivételével – a gyárat elbontották. Azóta a Waterfront city lakó- és irodapark épül a hajdani üzem helyére.

## Galéria az elbontott gyár területéről

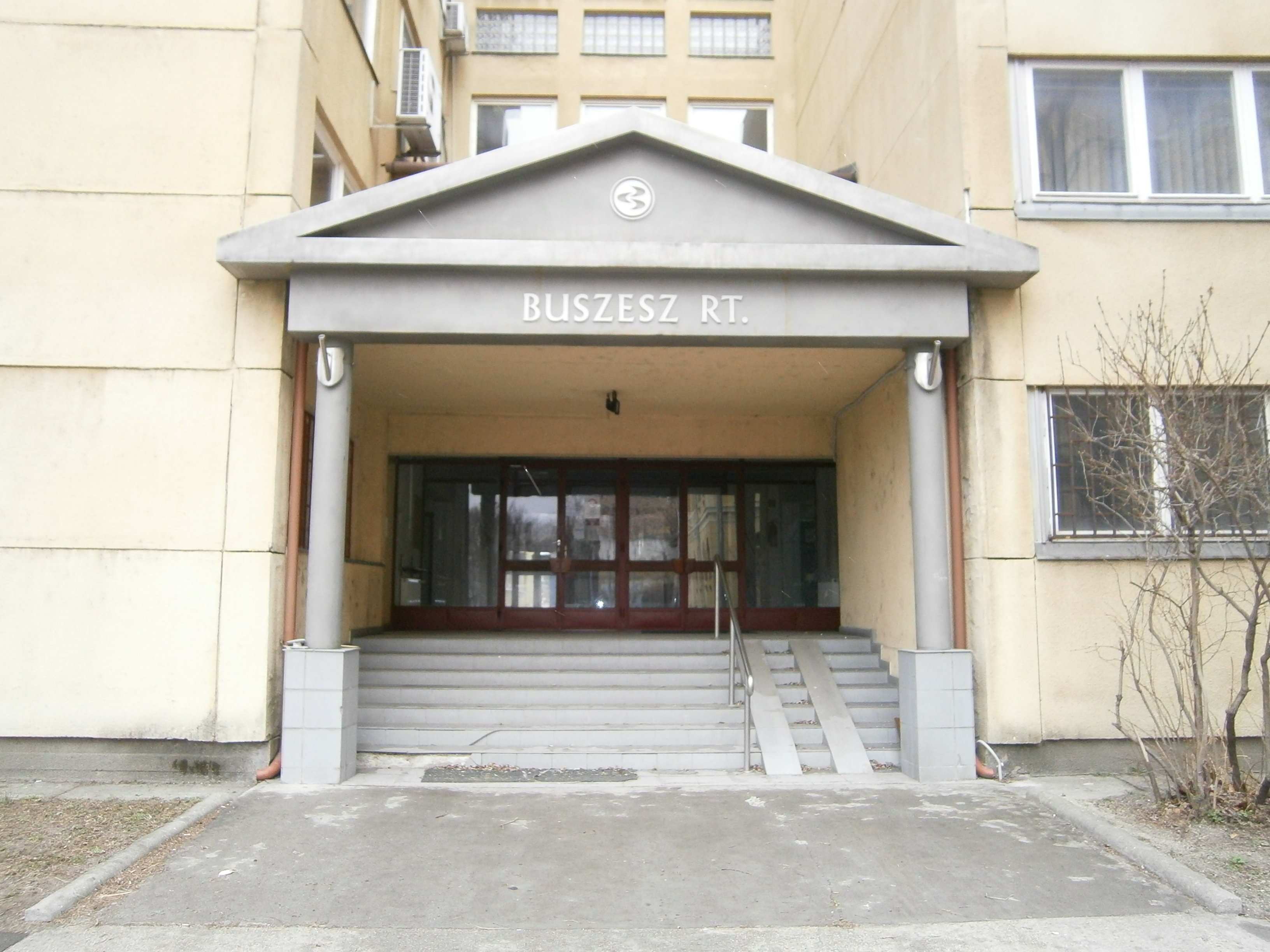
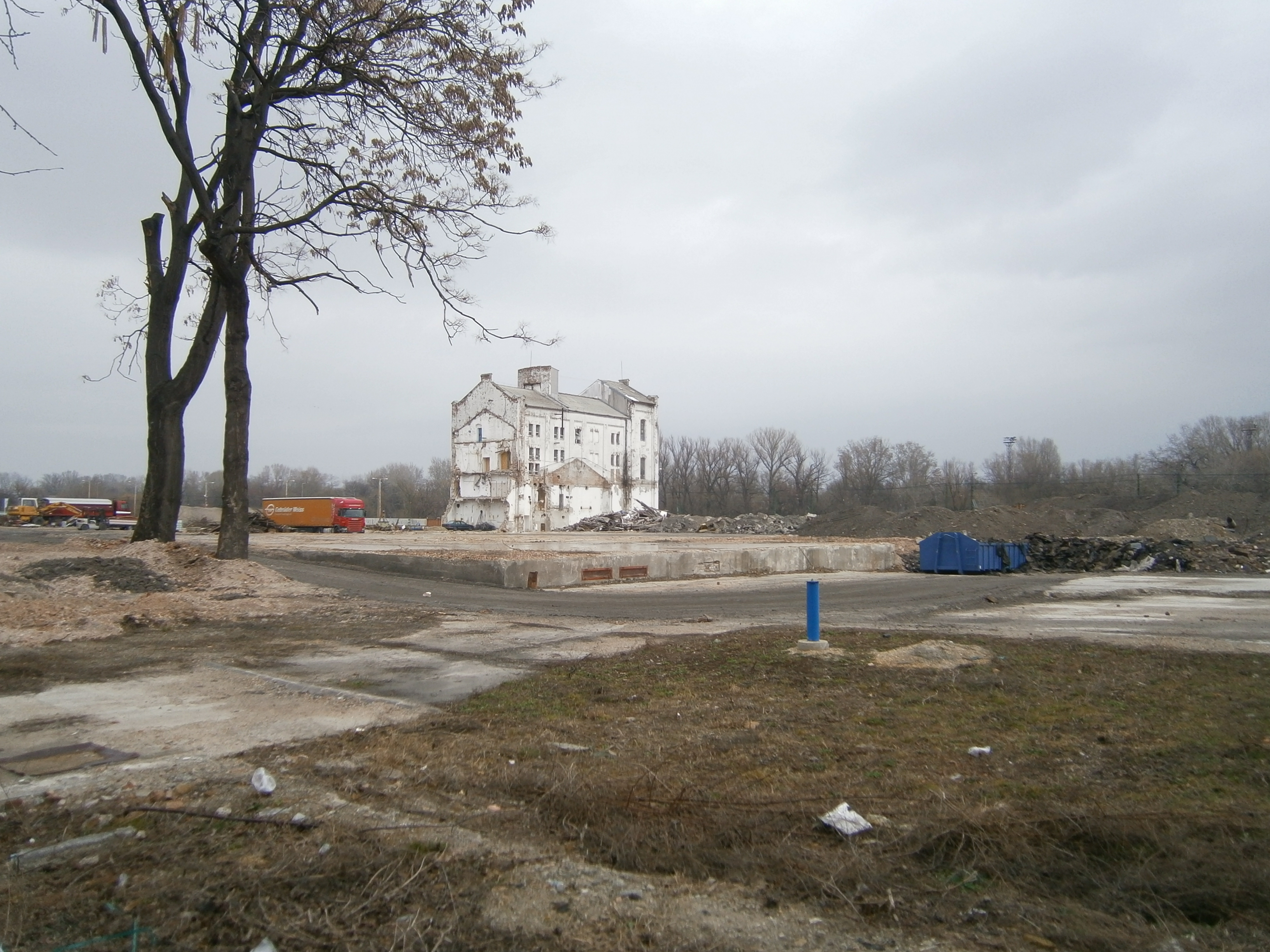
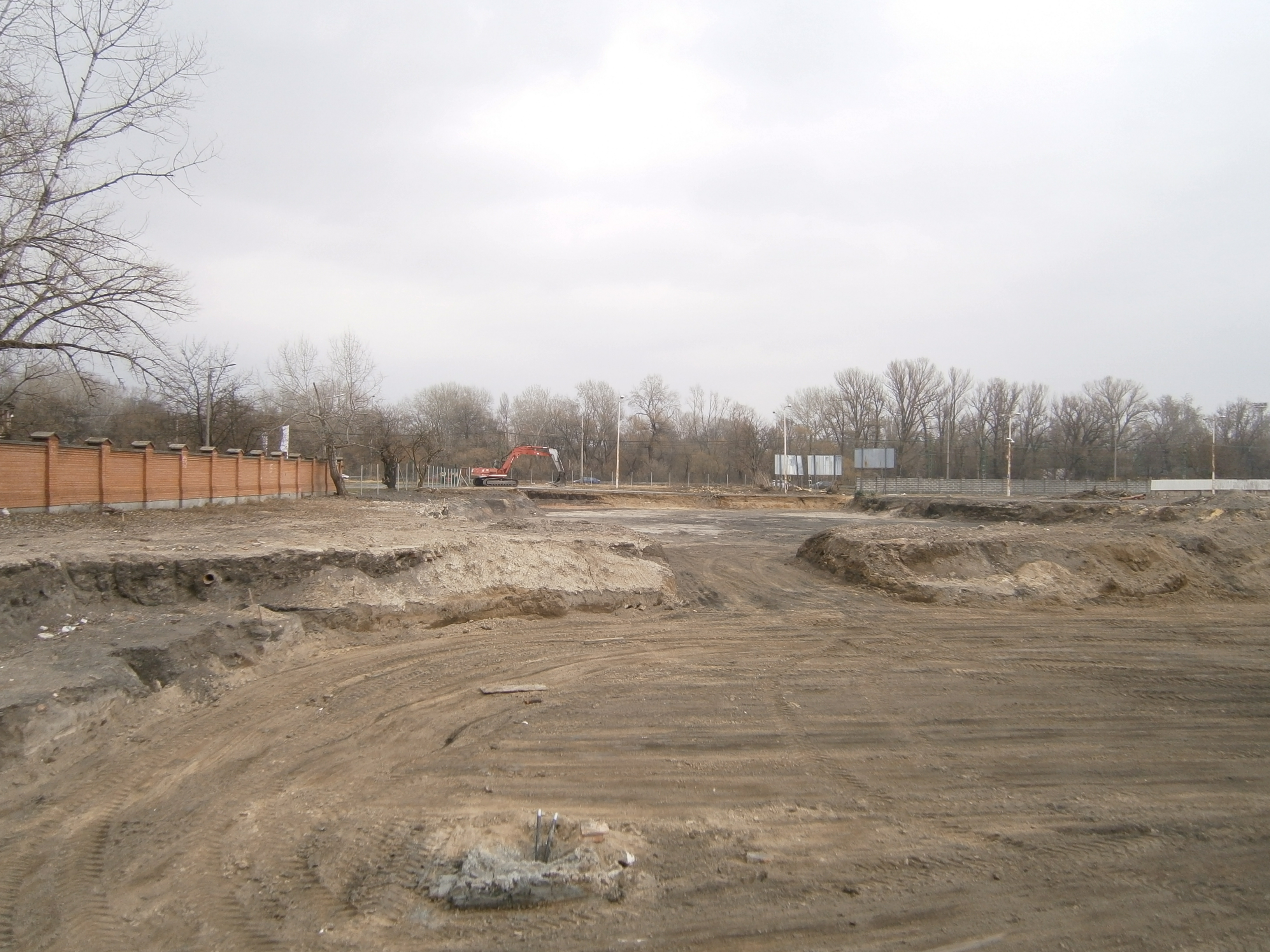
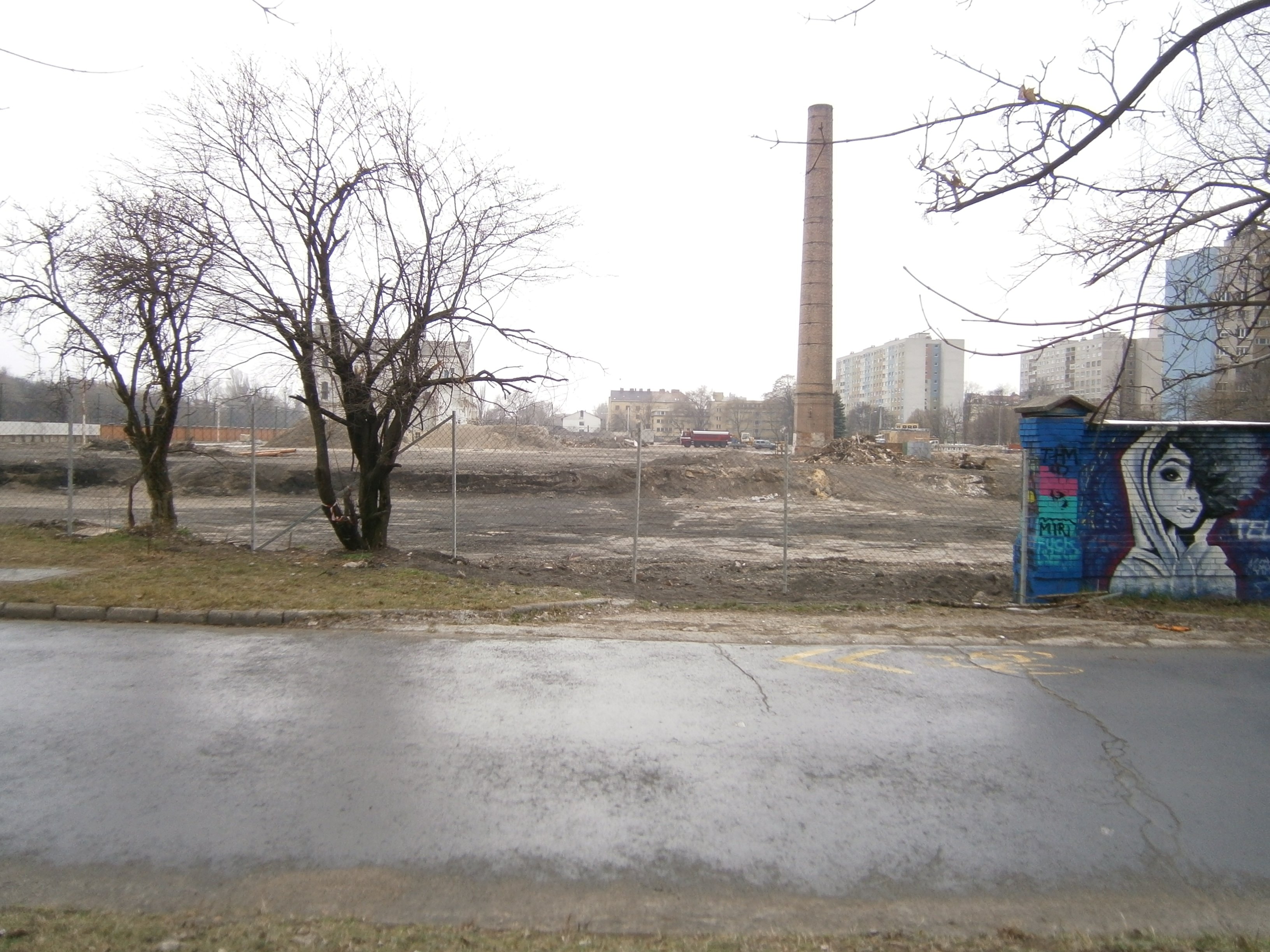